# زبان تشلحیت
تشلحیت (تیفیناغ: ⵜⴰⵛⵍⵃⵉⵜ Taclḥit) یکی از زبانهای اطلس آمازیغ است که زبان شالحیین در مراکش است و از نظر تعداد گوینده‌ها بزرگترین زبان آمازیغ است. منطقه تشلحیت در قسمت غربی کوه‌های اطلس بلند، کوه‌های اطلس کوچک و بیشتر دشت سوس و از مهمترین مراکز شهری این منطقه می‌توان به شهرهای آگادیر، گلیمیم، ترودانت و اوورزازات اشاره کرد. تعداد سخنرانان از 7 میلیون نفر فراتر می رود.